# Araeoscelidia
Ordre
Classification phylogénétique
- Sauropsida
  - Diapsida
    - Araeoscelidia
      - Araeosceloidea
        - Petrolacosauridae
        - Araeoscelidae
          - Araeoscelinae

    - Eosuchia

Les Araeoscelidia (aussi appelés Araeoscelida ou aréoscélidiens) sont les plus anciens diapsides connus. Ils ont vécu du Carbonifère supérieur au Permien inférieur. 

## Description
Ces petits animaux mesuraient moins d'un mètre de long et ressemblaient superficiellement à des lézards, bien que ce soient des parents très éloignés. Ils diffèrent des autres sauropsides par la gracilité de leurs membres et de leurs extrémités, leur très longue queue et bien sûr par la présence de deux fosses temporales (crâne « diapside », ancestral chez les diapsides), bien que Araeoscelis n'en ait plus que la fosse temporale supérieure (crâne « euryapside », dérivé chez les diapsides). 

## Systématique classique
Les araéoscélidiens regroupent des genres bien connus comme Araeoscelis (Williston, 1910 ; Vaughn, 1955 ; Reisz et al., 1984), Petrolacosaurus (Lane, 1945 ; Peabody, 1952 ; Reisz, 1981) ou Spinoaequalis (deBraga & Reisz, 1995 ; deBraga & Rieppel, 1997) représentés par des squelettes quasi complets. Zarcasaurus (Brinkman et al., 1984), Aphelosaurus (Gervais, 1859 ; Thévenin, 1910 ; Falconnet & Steyer, 2007) et Kadaliosaurus (Credner, 1889) font partie de ce clade, mais ils ne sont connus que par du squelette post-crânien - excepté un fragment de mandibule pour Zarcasaurus. Dictybolos a été inclus dans les Araeoscelidia par Olson (1970), attribution qui semble douteuse selon Evans (1988) puisque Olson y regroupait aussi des parents éloignés comme les protorosauriens et les mésosauridés. De nombreux spécimens ont été découverts en Oklahoma, aux États-Unis (May & Hall, 2002 ; Swanson & Carlson, 2002), mais ils n'ont pas encore été décrits. 

## Systématique phylogénétique
```
Araeoscelidia

├─? 
Dictybolos

├─o 
Spinoaequalis

└─o 
Araeosceloidea

  ├─o 
Petrolacosauridae

  │ └─o 
Petrolacosaurus

  │
  └─o 
Araeoscelidae

    ├─o 
Zarcasaurus

    └─o 
Araeoscelinae

      ├─o 
Kadaliosaurus

      └─o
        ├─o 
Araeoscelis

        └─o 
Aphelosaurus
```

Relations phylogénétiques d'après deBraga et Reisz (1995) et Falconnet et Steyer (2007).

## Répartition géographique et stratigraphique
Les araéoscélidiens sont connus dès le Carbonifère supérieur aux États-Unis (Petrolacosaurus, Spinoaequalis) et jusqu'au Permien inférieur en France (Aphelosaurus), en Allemagne (Kadaliosaurus) et aux États-Unis (Dictybolos, Zarcasaurus, Araeoscelis). Mis à part les araéoscélidiens, un seul autre diapside est connu avant le Permien supérieur : Apsisaurus, du Permien inférieur du Texas (Laurin, 1991).